# Saint-Fort-sur-Gironde
Saint-Fort-sur-Gironde är en kommun i departementet Charente-Maritime i regionen Nouvelle-Aquitaine i västra Frankrike. Kommunen ligger  i kantonen Saint-Genis-de-Saintonge som ligger i arrondissementet Jonzac. År 2022 hade Saint-Fort-sur-Gironde 907 invånare.

## Befolkningsutveckling
Antalet invånare i kommunen Saint-Fort-sur-Gironde
Referens:INSEE